# Cádiz
Cádiz (ejtsd: „kádisz”, a helyi andalúz nyelvjárásban „káj”, IPA [ˈkaðiθ, ˈkai]) város Délnyugat-Spanyolországban, Andalúziában, Cádiz tartomány székhelye. Lakosainak száma 133 242; a Jerez de la Fronterát is magába foglaló agglomeráció lakossága 629 054 (2004).

## Fekvése
A város Spanyolország délnyugati részén az Atlanti-óceán partján a  Cádizi-öbölbe benyúló félszigeten fekszik. Cádiz tipikus andalúziai város, melynek óvárosi részei az El Pópulo, La Viña, vagy a Santa María élesen elüt az újabb városrészektől. Míg az óvárost a szűk, kis terekbe torkolló utcák jellemzik, addig az újabb részeken széles sugárutak futnak, modern épültek és nagy parkok jellemzik.

## Népesség
A település lakosságának változását az alábbi diagram mutatja:
| Lakosok száma | 137 971 | 134 989 | 130 561 | 127 200 | 124 892 | 122 990 | 118 048 | 116 027 | 113 066 | 110 914 |
|               | 2001    | 2003    | 2006    | 2008    | 2011    | 2013    | 2017    | 2019    | 2022    | 2024    |

## Története

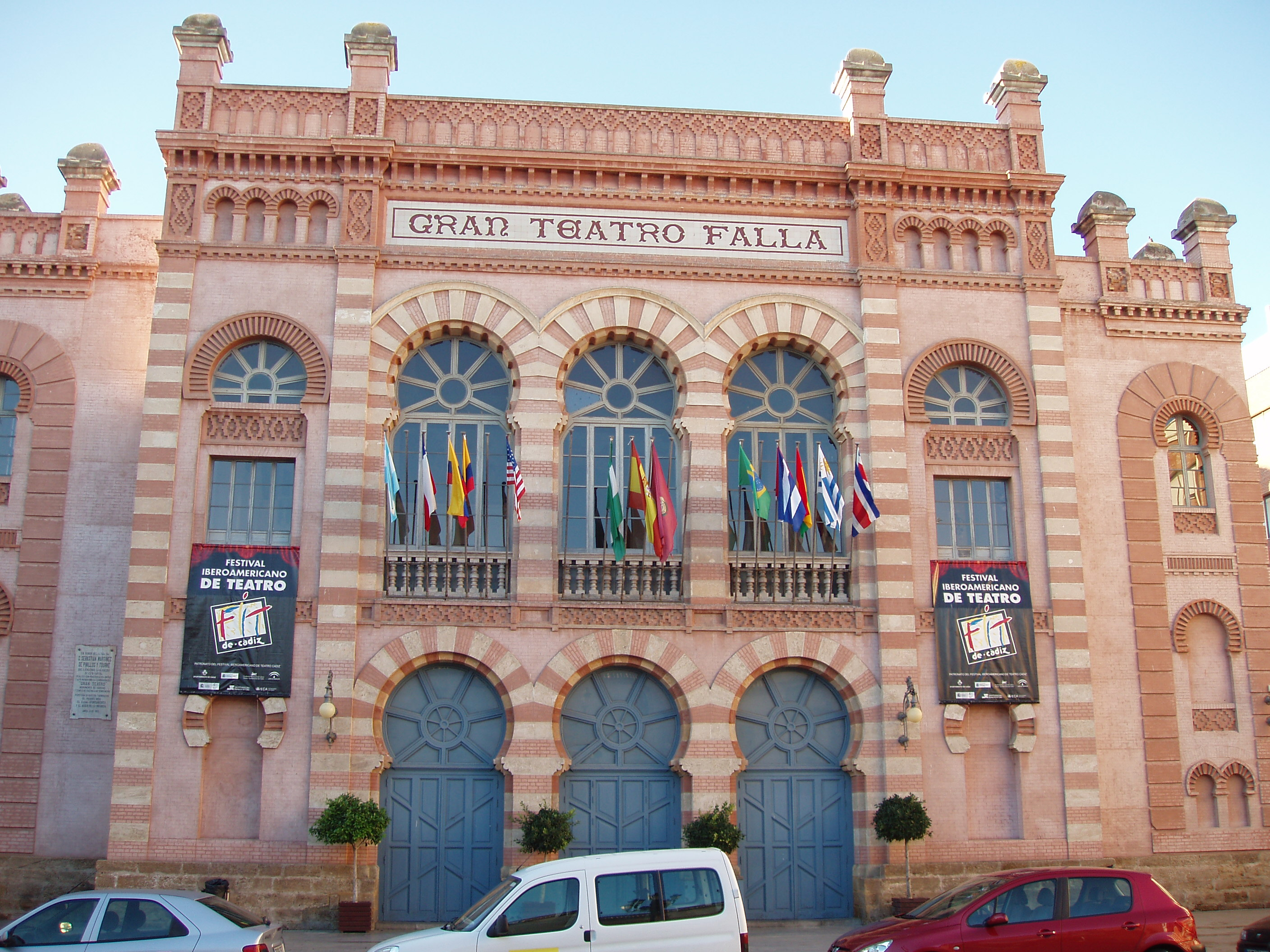
A Gran Teatro Falla

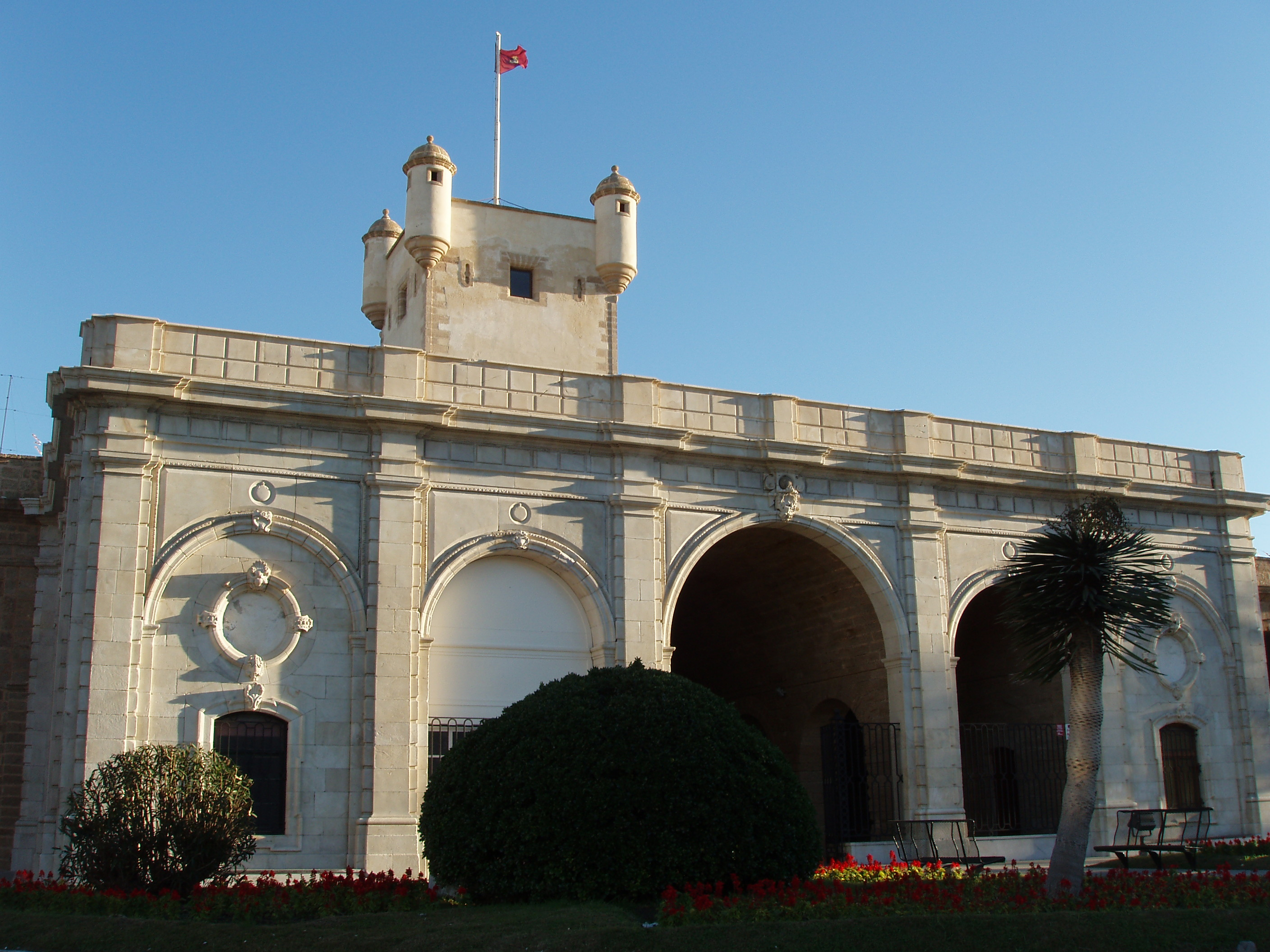
A Puertas de tierra

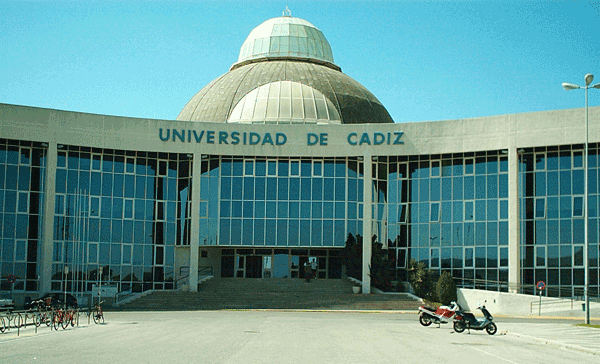
A Cádizi Egyetem

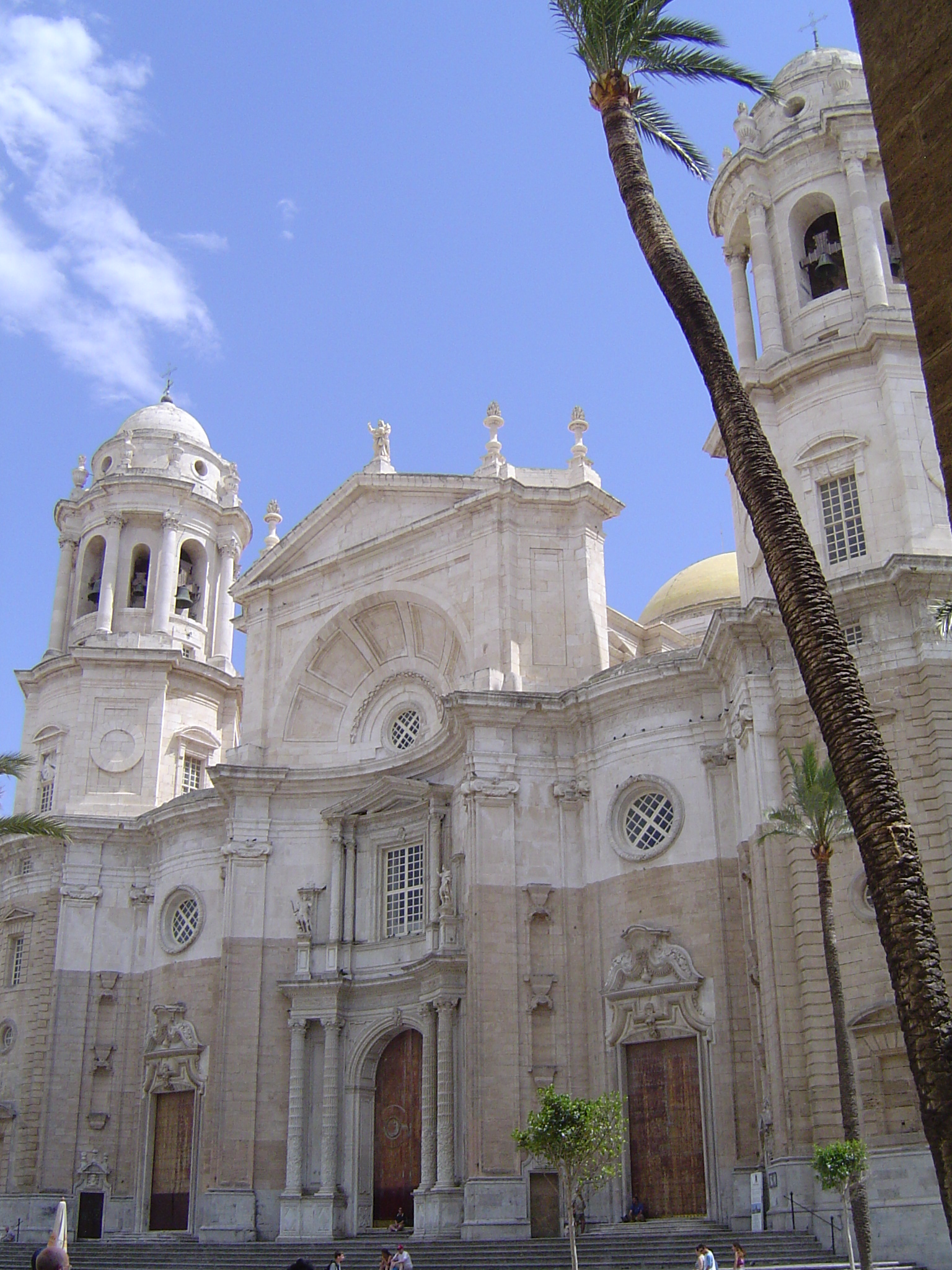
A székesegyház

A várost eredetileg Gadir néven a föníciaiak alapították. A név jelentése "falakkal körülvett város". Már akkor a félsziget egyik fontos kereskedelmi központja volt, melyet az ősi nyugat-európai városok közül a legrégibbnek tartanak. A hagyomány szerint Cádizt i. e. 1100 körül alapították, de a legrégibb régészeti leletek az i. e. 9. századból valók. Később a görögök a várost már Gadeira néven ismerték, melyet a monda szerint maga Héraklész alapított. Ebből az időszakból a város legfontosabb emléke a föníciai isten Melkart temploma. Néhány történész a templom hatalmas oszlopait Héraklész oszlopaival azonosítja (Melkartot a görögök Héraklésznek tartották).
I. e. 500 körül a város karthágói uralom alá került és Cádiz Hannibál ibériai hadjáratainak egyik kiindulópontja lett. I. e. 206-ban a várost Scipio Africanus római légiói foglalták el. A római uralom alatt a város neve Gades volt és csakhamar virágzó kikötőváros lett, polgárai római jogokat élveztek. A Római Birodalom bukása után azonban veszített jelentőségéből. Az 5. században a területet a vizigótok szállták meg, a város ekkor már romokban hevert és mára csak kevés maradványa maradt. A 711-től 1262-ig tartó mór uralom alatt a város a Qādis nevet viselte és később ebből lett a spanyol Cádiz név. A mórokat végül X. Alfonz kasztíliai király űzte el.
A felfedezések korában a város reneszánszát élte. Kolumbusz Cádiz kikötőjéből indult második és negyedik útjára és később a város lett a spanyol aranyflotta fő kikötője. Ennek következtében a város a spanyolok ellenségeinek fő célpontja lett. 1587 áprilisában Francis Drake a város kikötőjében semmisítette meg a spanyol flottát, majd 1596-ban Charles Howard Essex grófja rabolta ki a várost. Az 1654-ben kitört az angol–spanyol háborúban Robert Blake admirális két éven keresztül tartotta blokád alatt a kikötőt és ezalatt a spanyol aranyflotta nagy része megsemmisült.
A 18. században a Guadalquivir folyó homokos partját a spanyol kormány rendeletére kikötővé építették ki, hogy az amerikai tengeri kereskedelmi forgalmat Sevillából ide koncentrálják. Ez a korszak a város gazdasági fellendülésének időszaka volt, ide érkezett az Amerikából indított kereskedelmi hajóforgalom 75%-a. A város régi épületeinek nagy része ekkor épült. A század végére azonban a városnak még egy sor támadást kellett elszenvednie. A brit flotta 1797 februárja és 1798 áprilisa között blokád alatt tartotta a kikötőt és Nelson admirális lövette a várost. A napóleoni háborúk alatt a város egyike volt azoknak a településeknek, melyeket a franciák nem tudtak elfoglalni. 1812-ben a Cortes székhelyeként itt hirdették ki a spanyol alkotmányt. 1820-ban a városi polgárság robbantotta ki azt a forradalmat, mely az alkotmány megújítását tűzte ki célként és végül VII. Ferdinánd spanyol király bebörtönzéséhez vezetett. 1823-ban azonban a franciák kiszabadították a királyt és elfojtották a szabadságeszméket.
1868-ban Cádiz újra forradalom színhelye lett, melynek II. Izabella spanyol királynő trónfosztása lett az eredménye.
Napjainkban is folytatódik a belváros teljes felújítása, melyben megújulnak a történelmi épületek vonzó célpontot nyújtva a turizmusnak.

## Nevezetességei
- Új Katedrális (Catedral  Nueva): A székesegyház Cádiz legnevezetesebb műemléke 1260-ban épült. Az épület 1596-ban egy tűzvészben annyira leégett, hogy teljesen újjá kellett építeni. Az újjáépítés csak 1776-ban kezdődött Vicente Arcero, a granadai székesegyház építőjének tervei szerint. A hatalmas barokk katedrális az eredeti tervek többszöri módosítása miatt 116 év után készült el. Az eredeti barokk stílust részben rokokó elemekkel egészítették ki, végül neoklasszicista stílusban fejezték be. Belső díszítése és berendezése a régi székesegyházból sok mindent megőrzött.
- Régi Katedrális (Iglesia de Santa Cruz)
- A nagyszínház, a Gran Teatro Falla 1871-ben épült García del Álamo tervei szerint, 1881-ben tűzvész áldozata lett. A mai épület 1884 és 1905 között épült a korábbi épület romjain. Az 1920. évi  felújítás után a nagy karmesterről Manuel de Falláról nevezték el.
- A városháza (Ayuntamiento) 1799-ben épült neoklasszicista stílusban, mai külsejét az 1861. évi megújítás után nyerte el.
- A Torre Tavira a legmagasabb megmaradt torony abból a több mint 160 18. századi toronyból, melyekből a tengeri hajóforgalmat figyelték és ellenőrizték.
- A 16. században épült Las Puertas de Tierra az egyetlen fennmaradt kapuja a várost védő falrendszernek, melyet a múltban forgalmi okokból lebontottak.

## Strandjai
- Playa la Caleta (óváros)
- Playa Santa María del Mar (újváros)
- Playa de la Víctoria (újváros)
- Playa de Cortadura (a város szélén)

## Itt születtek, itt éltek
- José María Pemán spanyol költő, regényíró, drámaíró, forgatókönyvíró és esszéíró itt született 1897. május 8-án.